# Тасманійський диявол
Тасманійський диявол (Sarcophilus harrisii) — вид хижих сумчастих ссавців, нині поширений винятково на австралійському острові-штаті Тасманія, єдиний сучасний представник роду Sarcophilus. Розміром тасманійський диявол з невеликого собаку, але має міцнішу статуру. Він відомий характерним чорним хутром, характерним запахом у разі тривоги, дуже гучним голосом і люттю, з якою пожирає їжу. Після того, як 1936 року на острові вимер тилацин (Thylacinus cynocephalus), тасманійський диявол залишився там найбільшим хижаком. Він може як полювати на живих тварин, так і харчуватися падлом. Живе поодинці, але інколи біля великої здобичі звірі збираються в невеликі групи.
На Австралійському континенті тасманійський диявол вимер приблизно за 400 років до початку колонізації материка європейцями в 1788 році. До 1941 року на Тасманії дияволи вважалися загрозою худобі, через що на них часто полювали, проте з 1941 року тасманійський диявол перебуває під офіційною охороною. З кінця 1990-тих років почалася епізоотія хвороби пухлин морди диявола (DFTD), що істотно зменшила чисельність популяції цих тварин та поставила виживання виду під загрозу. З травня 2008 року вид офіційно перебуває у стані «під загрозою». Уряд Тасманії нині здійснює низку заходів для зменшення ефекту хвороби та збереження виду.

## Історія дослідження і таксономічне положення
Перший зоологічний опис тасманійського диявола опублікував в 1807 році Джордж Гарріс, який назвав тварину Didelphis ursina. В 1838 році Річард Овен перейменував диявола на Dasyurus laniarius, а в 1841 році П'єр Буатар перемістив його до роду Sarcophilus та надав назву Sarcophilus harrisii (від грец. sarcos — «м'ясо» і phileo — «любити», тобто «гаррісів любитель м'яса»). Автори пізнішого таксономічного огляду 1987 року спробували змінити назву виду на Sarcophilus laniarius, засновуючись на викопних рештках тварини з материка, але цей перегляд не був прийнятий науковою спільнотою і назва S. harrisii залишилася за сучасним видом, хоча назва S. laniarius і використовується за викопною материковою групою. Філогенетичний аналіз показав, що тасманійський диявол найбільш споріднений із кволом (сумчастою куницею, Dasyurus) та дещо менше із тилацином (сумчастим вовком, Thylacinus).

## Біологічний опис

### Зовнішній вигляд

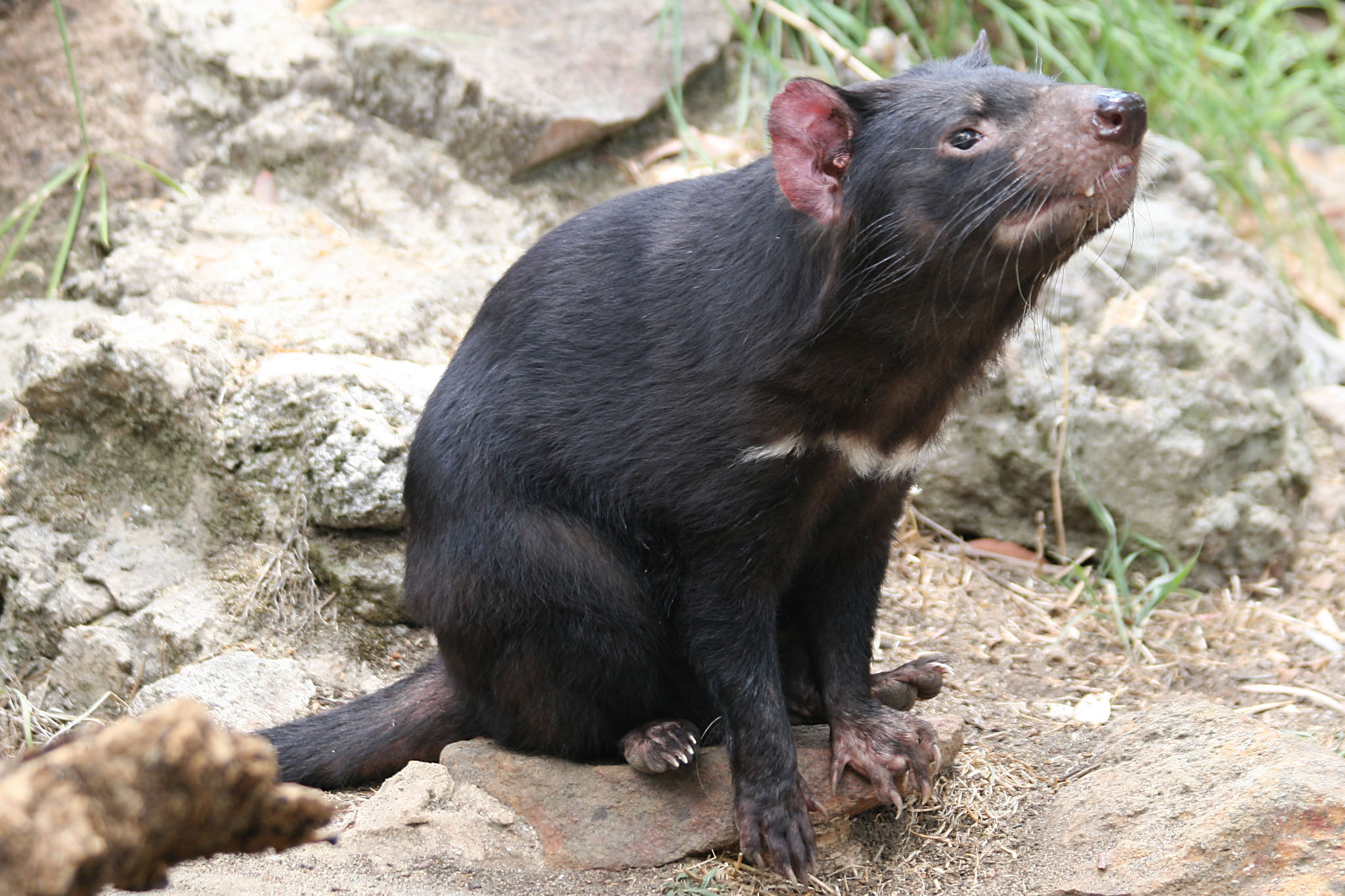
Тасманійський диявол. Добре видно вібриси та товстий хвіст

Тасманійський диявол — найбільший представник сучасного ряду хижих сумчастих (Dasyuromorphia). Це тварина із міцною та приземкуватою статурою, розміром із невелику собаку, проте за статурою і забарвленням більше нагадує маленького чорного ведмедя. Самці дещо більші за самок. Довжина тіла самців 50—80 см (65 см в середньому), хвоста — 23—30 см (26 см в середньому), середня вага 8 кг. У самок — середня довжина тіла 57 см, хвоста — 24 см, вага — 6 кг. Розміри тіла також залежать від віку, місця проживання і харчування. Рекордні самці важать до 12 кг при висоті в плечах до 30 см.
Тіло у тасманійського диявола незграбне і масивне. Кінцівки сильні, укорочені; передні лапи трохи довші за задні, що нехарактерно для сумчастих. Голова непропорційно велика, з притупленою мордою. Вуха невеликі, рожеві. Хутро коротке, чорного кольору; на грудях і на крижах звичайні білі плями у формі півмісяця, невеликі круглі плями бувають і з боків. Хвіст короткий і товстий, у ньому відкладаються запаси жиру, тому у хворої або голодуючої тварини хвіст стає тонким. Хвіст вкриває довге волосся, яке часто витирається, тоді хвіст залишається майже голим. Перший палець на задніх кінцівках відсутній; кігті великі.
Череп масивний з сильними щелепами і гострими, масивними зубами. Корінні зуби, як у гієни, пристосовані до перекушування і дроблення кісток. Тасманійський диявол здатний розвивати найбільший тиск серед всіх сучасних ссавців (понад 35 МПа), що дозволяє йому прокушувати своїй здобичі хребет або череп. Така сила щелеп щонайменше частково є результатом великої голови. Тварина має один набір зубів, що ростуть все життя.
Тасманійський диявол має довгі вібриси на морді та пучками на голові. Вони допомагають знаходити жертву та інших дияволів в темряві. Слух у них дуже гострий, так само, як і нюх. Оскільки дияволи полюють уночі, їхній зір найгостріший у чорно-білому режимі. При цьому вони здатні легко розпізнавати рухомі об'єкти, але не стаціонарні.
Сумка у самок має вид підковоподібної складки шкіри, що відкривається назад, в ній розташовано чотири соски.

### Спосіб життя

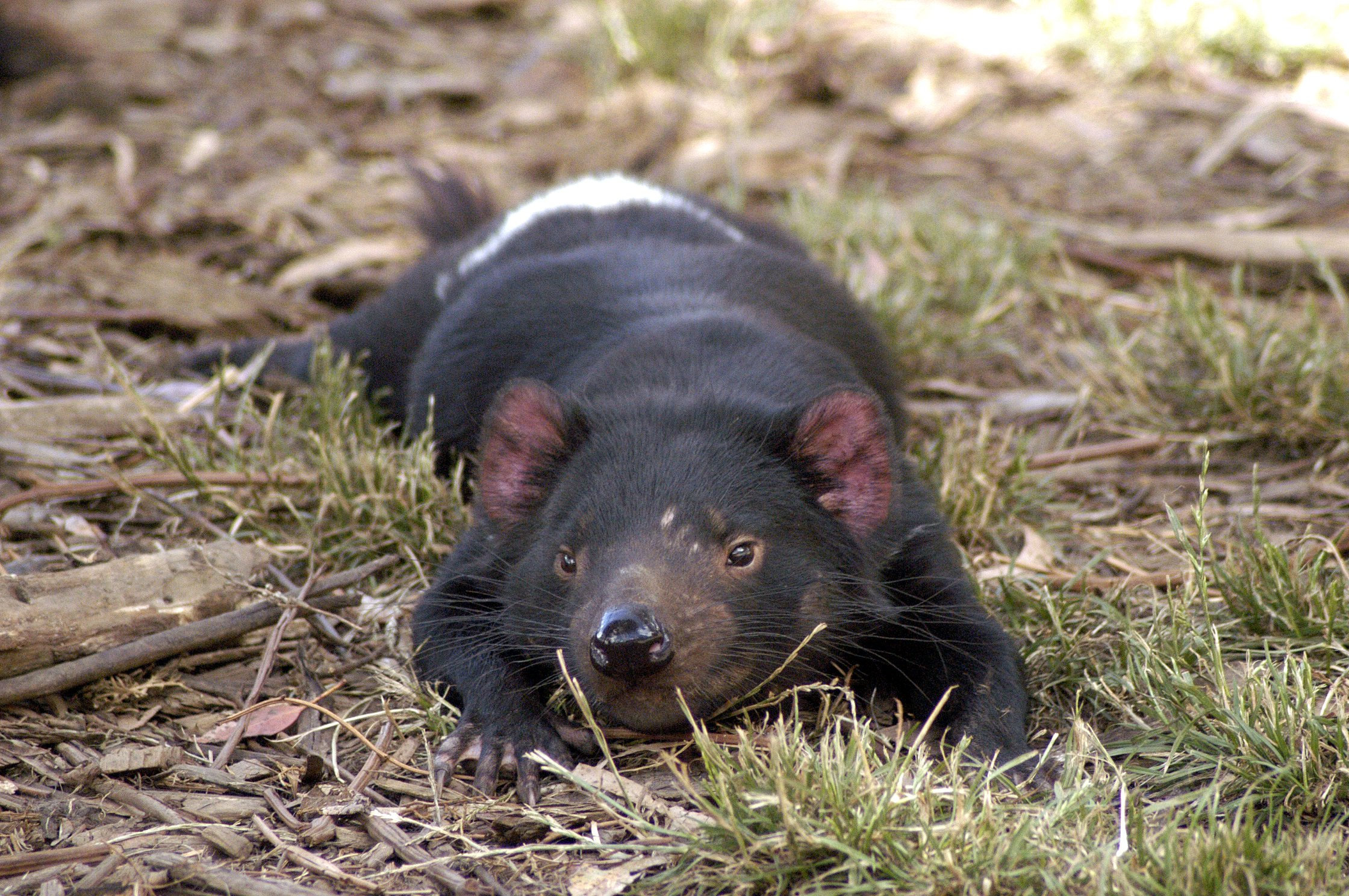
Тасманійський диявол, що приймає сонячні ванни

Тасманійські дияволи можуть мешкати практично у будь-якій місцевості, за винятком густонаселених і безлісих районів. Найчастіше вони зустрічаються в прибережних саванах і поблизу пасовищ худоби, які «постачають» їм основну їжу — падло, а також в сухих склерофільних і змішаних склерофіло-дощових лісах. Дияволи максимально активні вночі, а вдень зазвичай ховаються в густих чагарниках, в щілинах серед каменів, в порожніх норах, під стовбурами впалих дерев, де влаштовують кубла з кори, листя і трави.
Тасманійський диявол дуже ненажерливий, його добова норма харчування становить близько 15 % маси тіла, однак за наявності можливості він здатний з'їсти до 40 % маси тіла за 30 хвилин. Він харчується дрібними і середніми ссавцями, птахами, комахами, зміями, земноводними, інколи їстівним корінням і бульбами рослин. Часто бродить по берегах водойм, знаходячи і поїдаючи жаб і раків, а на узбережжі — дрібних морських тварин, викинутих на берег. Також може розоряти колонії морських птахів, пожираючи їхні яйця. Проте велику частину здобичі тасманійський диявол отримує у вигляді падала. Використовуючи свій розвинений нюх, він знаходить і пожирає будь-які трупи — від риб до загиблих овець і корів, причому віддає перевагу м'ясу, що вже почало розкладатися, тухлому і червивому. Його постійну здобич складають мертві вомбати, валабі, потору, кролі та інші тварини. Можливо, раніше тасманійський диявол доїдав падло, що залишалося від трапез тилацина, а зараз він нерідко відбиває здобич у кволів. Здобич він поїдає цілком, разом зі шкірою, хутром і більшістю кісток, залишаючи лише найбільші. Як падальники і великі хижаки, тасманійські дияволи грають важливу роль у тасманійській екосистемі, зокрема вони знижують небезпеку зараження овець м'ясними мухами, оскільки прибирають падло, в якому розвиваються личинки. Окрім ненажерливості, цей звір відрізняється нерозбірливістю в їжі — в його екскрементах знаходили голки єхидни, шматочки гуми, срібну фольгу, шматки шкіряних черевик і збруї, рушники, неперетравлену моркву і кукурудзу.

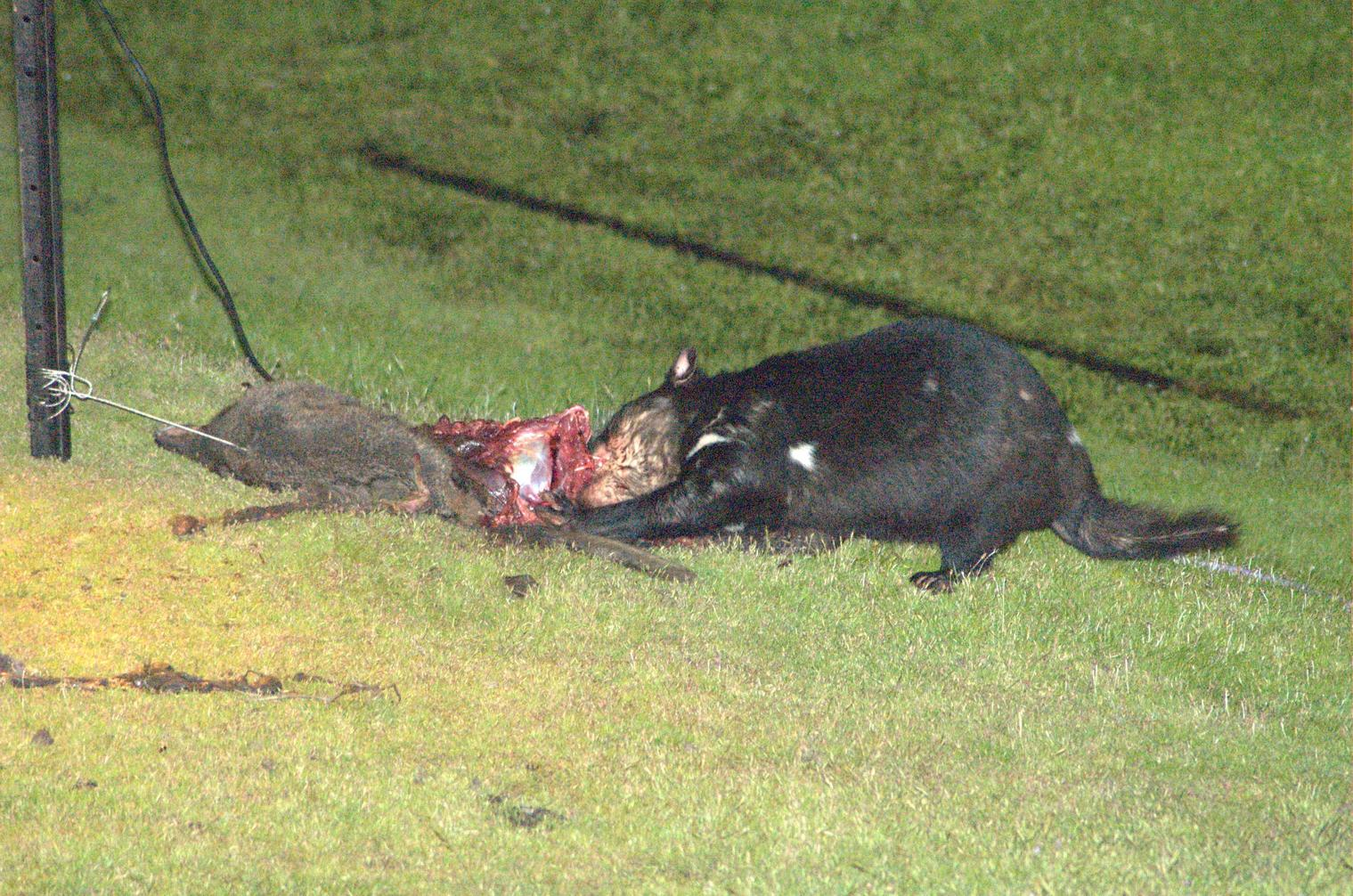
Тасманійський диявол пожирає валабі, збиту на дорозі.

Дияволи не територіальні, проте ночами в пошуках здобичі обходять певні постійні райони. Їхня площа становить від 8 до 20 км², а райони різних особин часто перетинаються. Тасманійські дияволи ведуть поодинокий спосіб життя, хоча декілька дияволів можуть збиратися разом для пожирання великої здобичі. Трапеза супроводжується ієрархічними сутичками і гучними криками, що інколи можна почути за кілька кілометрів. Тасманійський диявол видає велику кількість страхітливих звуків: від монотонного гарчання і глухого «покашлювання» до страшних пронизливих криків, що створили йому погану репутацію. Тасманійські дияволи вельми агресивні, проте звичка широко розкривати пащу, ніби позіхаючи, у них є не способом залякування і агресії, а скоріше ознакою невпевненості. Стривоженими, вони, подібно до скунсів, видають сильний неприємний запах. Не зважаючи на лють, навіть дорослі тасманійські дияволи піддаються прирученню, і їх можна тримати як домашніх тварин.
У спокійному стані тасманійський диявол досить повільний і незграбний, але в екстремальних ситуаціях переходить на галоп, розвиваючи швидкість до 13 км/год. Молоді тварини спритні і рухомі, добре лазять по деревах. Дорослі лазять гірше, проте здатні дертися по похилих стовбурах та подібних поверхнях. Також ці тварини непогано плавають.
Завдяки агресивній вдачі і нічному способу життя, у дорослого тасманійського диявола мало природних ворогів. Раніше на них можливо полювали тилацини і динго. Молоді дияволи іноді стають жертвами хижих птахів і тигрових кволів (Dasyurus maculatus). Останніми роками новим ворогом і харчовим конкурентом тасманійського диявола стала руда лисиця, ненавмисно або нелегально інтродукована на Тасманію на початку 2000-их років.

### Розмноження
Самки починають спаровуватися практично відразу після досягнення статевої зрілості, зазвичай на другий рік життя. Під час шлюбного періоду, один раз на рік, у них розвиваються численні яйцеклітини. Спаровування відбувається в березні, в захищених місцях, як удень, так і уночі. Протягом шлюбного сезону самці б'ються за самок, самки дістаються найсильнішим самцям. Дияволи зазвичай не моногамні, і самка може спаровуватися знову, якщо самець її не охороняє.

Етапи розвитку молодняку тасманійського диявола. Діагональні лінії вказують на тривалість виникнення ознаки, наприклад, з моменту появи першого хутра до вкриття всього тіла проходить 41 день (з 49 по 90).

Вагітність триває 21 день, після чого народжуються 20-30 дитинчат (це число зменшується з віком), кожне вагою 0,18—0,24 г. Одразу після народження дитинчата переповзають з вагіни до сумки, де прикріплюються до соска і залишаються прикріпленими наступні 100 днів. При цьому між дитинчатами відбувається жорстока конкуренція, оскільки самка має лише чотири соски, і тому лише чотири дитинчати може розвиватися там одночасно. Зазвичай, причому, виживає більше самок, ніж самців. Сумка тасманійського диявола відкривається позаду, подібно до сумки вомбата, тому самка фізично нездатна взаємодіяти із дитинчатами в сумці.
В сумці дитинчата розвиваються досить швидко. У віці 15 днів вже видимі зовнішні частини вуха. Повіки видимі в 16 днів, вібріси — в 17 днів, а губи — в 20 днів. Хутро починає рости на 49-й день та повністю вкриває тіло на 90-й день. Очі відкриваються майже відразу після розвитку хутра — між 87 і 93 днями, — а рот починає відпускати сосок на 100 день. Вже на 105 день після народження дитинчата залишають сумку, на той час вони вже є мініатюрними копіями батьків та мають вагу близько 500 г кожне. На відміну від дитинчат кенгуру, молоді дияволи не повертаються до сумки, а залишаються в барлозі ще три місяці, вперше залишаючи її між жовтнем та груднем і остаточно в січні. В результаті самка піклується про потомство близько 10,5 місяців на рік.

## Популяція

### Історія
Протягом деякого періоду після освоєння людиною, Тасманія була останнім притулком великих сумчастих хижаків. Всі великі хижі сумчасті вимерли на Австралійському континенті скоро після прибуття туди людини, а вижили лише відносно невеликі та в найбільшій мірі здатні до пристосування. Викопні рештки із західної Вікторії показують, що тасманійські дияволи населяли материк до приблизно 600 років тому, зникнувши за 400 років до прибуття європейців. Їх вимирання зазвичай приписують нападінням на них собак-динго та полюванню з боку австралійських аборигенів. На Тасманії, де динго не водилися, хижі сумчасті ще мешкали на момент прибуття європейців. Вже пізніше там вимер тилацин, а популяції тасманійських дияволів зменшилася до загрозливого рівня.
Перші поселенці Тасманії полювали на тасманійського диявола заради використання в їжу, за описами його м'ясо нагадувало телятину. Крім того, вважалося, що дияволи нападають та вбивають домашню худобу, зокрема птахів, через що в 19 столітті за знищення дияволів навіть пропонувалася нагорода. Проте вже на початку 20 століття широке використання отрути та капканів привело популяцію тасманійських дияволів на межу виживання. Після смерті останнього тилацина в 1936 році загроза для дияволів була визнана офіційно. Як наслідок, у 1941 році було прийнято закон про охорону диявола, і до кінця 20 століття популяція частково відновилася, досягнув локального максимуму близько 130—150 тис. особин в середині 1990-тих років.
За історичний період відбулося два великих і раптових падіння чисельності популяції дияволів, ймовірно через епідемії: в 1909 і 1950 роках. Нова хвороба, хвороба пухлин морди диявола (англ. devil facial tumour disease, DFTD), була вперше зареєстрована в 1995 році, з того часу вона привела до значного скорочення популяції дияволів на площі понад 65 % площі їхнього ареалу, а смертність у вражених щільних популяціях становила до 100 % за 12-18 місяців. За оцінками, скорочення популяції з моменту виникнення хвороби досягло 27 % до початку 2004 року, 41 % до початку 2006 року, 53 % до початку 2007 року і на 64 % до початку 2008 року. Скорочення найгостріше в районах, де хвороба була відмічена раніше, зокрема на північному сході острова, де популяція з 1992—1995 до 2005—2007 років скоротилася на 95 %, причому ніяких ознак припинення або навіть сповільнення не спостерігається.

### Сучасний стан
Тасманійський диявол зараз водиться тільки на острові Тасманія. Раніше він населяв і материкову Австралію, а останніми роками було зареєстровано кілька випадків зустрічі людини з дияволами та смертей диявола на дорогах материкової Австралії, хоча про існування незалежної популяції там не відомо.
Чисельність дияволів, за даними тасманійського Департаменту первинного виробництва та водних ресурсів, станом на 2008 рік коливалася в межах від 10 тис. до 100 тис., найбільш ймовірно 20-50 тис. дорослих тварин. Інші джерела дають оцінки від 20 тис. до 75 тис. особин, проте робити подібні оцінки дуже важко, тому чисельність визначена погано.
Тоді як популяція поширена по всій території острова та є безперервною, зазвичай ідентифікують два окремих райони, північно-західний та центрально-західний, з невеликими генетичними відмінностями між ними. Північно-західний район займає територію близько 13 400 км², на захід від річки Форт і на північ від району Маккуарі. В цьому районі зараз мешкає між 3 000 і 12 500 дорослих осіб, а популяція тут залишається стабільнішою, без ознак поширення хвороби, хоча, як очікується, через кілька років DFTD дійде й сюди. Східний і південно-західний район вкриває решту 50 630 км² площі острова. Розмір популяції тут становить 7 000-12 500 дорослих особин, історично популяція мала високу концентрацію на сході і низьку на півдні, хоча східна частина зараз найбільш постраждала від DFTD.

### Статус
В результаті DFTD та значного скорочення популяції, вид став класифікуватися як «уразливий» згідно з тасманійським «Актом про охорону видів під загрозою» 1995 року та австралійським «Актом про охорону природи та збереження біорізноманіття» 1999 року, а станом на 2006 рік ризик вимирання оцінювався як «середньотерміновий». Коли МСОП вперше вніс цей вид до червоного списку, вид розглядався як у стані «найменшого ризику», хоча пізніше ступінь ризику був збільшений на дві позиції, до стану «під загрозою».

## Основні загрози

### Хвороба пухлин морди диявола

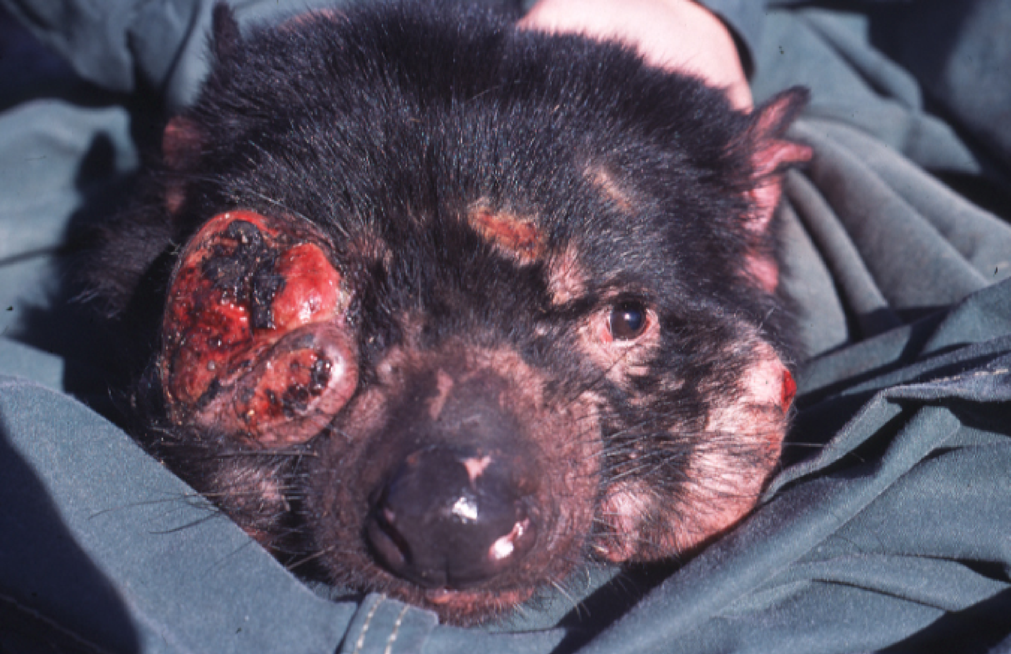
Пухлини, викликані DFTD.

Хвороба пухлин морди диявола (англ. devil facial tumour disease, DFTD) була вперше зареєстрована в 1996 році, а до 2007 року вона привела до смерті біля двох третин популяції дияволів на більшій частині їхнього ареалу. Скорочення чисельності у найраніше вражених популяціях становить близько 90 %, інколи досягаючи 100 % за 12-18 місяців, при цьому в першу чергу зникають дорослі особини.
Хвороба пухлин морди диявола є одним з прикладів трансмісійного раку, тобто раку, здатного передаватися від однієї тварини до іншої. Унікальною особливістю цих рідкісних захворювань є те, що їхнім інфекційним агентом є власне ракові клітини. Головним фактором, що сприяє поширенню хвороби, є низьке генетичне різноманіття популяції, в першу чергу функціональна ідентичність головного комплексу гістосумісності (англ. major histocompatibility complex, MHC), що відповідає за розпізнавання «свій» — «чужий». В результаті клітини пухлини, що виникла у одної тварини, передаються від одної тварини до іншої і не вважаються імунною системою «чужими». Найбільш ймовірним механізмом передачі є передача ракових клітин через укуси, часті під час бійок між самцями за самок, під час сумісного пожирання їжі та під час агресивного спаровування.

### Загибель на дорогах
За даними досліджень, проведених в 2005—2008 роках, на дорогах Тасманії щороку вмирає близько 2,2 тис. тасманійських дияволів або 2-3 % популяції, що становила 60-90 тис. на момент дослідження. На жаль, найбільш щільно вкриті дорогами частини острова збігаються з ареалом тасманійського диявола. Зокрема, загибель на дорогах склала до 50 % загальної смертності в національному парку Крадл-Маунтін і до 20 % загальної смертності в національному парку Фрейсінет. Таким чином, загибель на дорогах може навіть стати причиною локального вимирання популяції.

### Загроза від інших тварин
Приблизно 50 смертей тасманійських дияволів на рік викликаються собаками, що погано контролюються їхніми власниками. Проте, через те, що повідомлювати про подібні випадки не є обов'язковим, вважається, що число смертей від собак може бути більшим.
З часу європейської колонізації Тасманії, кілька разів на острів була інтродукована руда лисиця (Vulpes vulpes). Деякі з цих випадків були навмисними, з метою подальшої акліматизації тварини, інші — з метою полювання на неї протягом короткого часу. Останні відомі випадки відбулися в 1998 році, випадково з контейнеровозу, і, за повідомленнями в пресі, в рамках нелегальної кампанії інтродукції на початку 2000-их років. В 21 столітті було отримано понад тисячу повідомлень про знаходження в різних частинах острова слідів та мертвих тіл лисиць, переважно в районах, де популяція тасманійських дияволів найбільше постраждала від DFTD.
Здається ймовірним, що наявність численної популяції тасманійських дияволів на певній території запобігає впровадженню лисиць через конкуренцію та полювання на молодих тварин. Ці два види споруджують кубла в схожих місцях, мешкають у схожих середовищах, мають подібні розміри та харчові ніші. Таким чином, існуюча популяція одної з цих тварин уповільнить, якщо не зупинить, поширення іншої. Ймовірно також, що лисиці були присутні в Тасманії постійно протягом останніх десятиліть, хоча і в незначній кількості, і що через поширення DFTD зайняли екологічну нішу, що звільнилася. Зараз існують лише приблизні оцінки розміру популяції лисиць, але ймовірно, що він вже досяг небезпечного.
Поширення лисиць, у свою чергу, може впливати на популяцію тасманійських дияволів кількома шляхами. Прямий ефект включає полювання лисиць на дитинчат диявола, коли самка залишає їх для пошуків здобичі. Крім того, лисиці можуть привести до помітного скорочення чисельності багатьох видів, що входять до харчового ланцюга диявола, як це могло трапитися на Австралійському континенті раніше. Якщо популяція лисиць розвинеться до максимально можливої, за оцінками до 250 тис. особин, вона зможе витіснити всіх середніх та великих хижих сумчастих, що мешкають на острові.

### Переслідування людиною
Хоча в минулому переслідування тасманійських дияволів людиною було дуже звичайним, воно значно зменшилося після введення заборони. Тим не менш, в 1980-тих та 1990-тих роках систематичне отруєння тварин все ще траплялося в районах вирощування овець, особливо породи меринос. За оцінками, таким чином вбивалося до 5 тисяч дияволів на рік. В 1990 році в деяких випадках навіть видавалися офіційні дозволи на таку діяльність, якщо землевласнику вдавалося довести збиток для його господарства.
На початку 21 століття переслідування тасманійських дияволів різко зменшилося та стало цілком нелегальним, проте, за оцінками, все ще вбивається понад 500 тварин на рік. Але й це число щороку скорочується, із скороченням чисельності дияволів.

### Мале генетичне різноманіття
За даними досліджень, генетичне різноманіття тасманійського диявола дуже низьке не тільки серед сумчастих, але й плацентарних хижих тварин. Причинами цього вважають як те, що острівна популяція розвивалася з невеликого числа осіб, так і кілька хвиль значного скорочення чисельності популяції. Невелике генетичне різноманіття робить вид уразливим до різноманітних хвороб. При цьому особливе значення мають мутації генів комплексу MHC, пов'язані з розпізнаванням інорідних клітин імунною системою диявола, та інверсія на 5 хромосомі, обидві мутації сприяють розвитку DFTD. Також висувалося припущення, що здорові популяції тасманійських дияволів відрізняються від хворих саме цими генами.

## Заходи для збереження

### Створення безпечних популяцій
Одним із заходів, здійсненим для збереження популяції, передусім її захисту від DFTD, є ізоляція безпечних популяцій для пізнішої реінтродукції. Деяка кількість тварин утримується в зоопарках Австралії, хоча цього вважається недостатнім. Також проводиться обмежена інтродукція тасманійських дияволів на території, де він не мешкав раніше, зокрема острови навколо Тасманії. На додаток, деяка частина тварин утримується на огороджених територіях. Загалом, в рамках кількох програм, було створено огородженні райони утримання дияволів у материковій Австралії, заселено острів Марія біля східного узбережжя Тасманії, відокремлено півострів Тасман, де існує здорова популяція, та створено огороджену територію в районі Таруна міста Гобарт.

### Заходи боротьби з хворобою
Нині, в рамках програми з контролю хвороби, дикі популяції тасманійських дияволів постійно перевіряються для відстеження поширення хвороби та її течії. Польові дослідження включають відловлювання дияволів та їх обстеження, після чого той самий район відвідується багато разів для відстеження змін з часом. Зокрема, було встановлено, що удар хвороби може бути дуже значним протягом короткого інтервалу часу, але довгострокових даних, що вказали би на відновлення популяції або зникнення хвороби, немає.
Також проводяться такі заходи, як відловлювання та знищення вражених дияволів, сподіваючись, що усунення хворих дияволів зменшить поширення хвороби та надасть можливість популяції розмножуватися. Хоча щонайменш одна спроба була успішною, через велике поширення хвороби ефективність цих мір низька.
Іншими заходами є дослідження з метою селекції резистентності в популяції та розробка вакцини проти хвороби, але поки що без успіхів.

### Заборона на експорт
Вивіз тасманійських дияволів з Австралії зараз повністю заборонений, що означає, що побачити цих тварин в неволі можливо практично тільки в Австралії. Останній відомий диявол за межами країни помер в зоопарку міста Форт-Вейн (штат Індіана) в 2004 році. Проте, пізніше, в жовтні 2005 року, тасманійський уряд надіслав двох дияволів в подарунок Копенгагенському зоопарку на честь народження першого сина принца Фредеріка та його дружини тасманійки Мері. Зараз це єдині відомі особини за межами Австралії.

Австралійська монета номіналом 200 доларів із зображенням тасманійського диявола

## Тасманійський диявол в культурі

Тасманійський диявол Таз — символ ядра Linux 2.6.29

Тасманійський диявол є символічною австралійською твариною, зокрема його зображення присутнє на емблемі тасманійської Служби національних парків і дикої природи та колишньої тасманійської команди австралійського футболу, «Тасманійські Дияволи». Колишня баскетбольна команда «Гобартські Дияволи» NBL також була названа на честь цієї тварини. Тасманійський диявол є однією з шести ендемічних австралійських тварин, зображених на пам'ятних монетах, випущених з 1989 по 1994 роки.
Тасманійські дияволи дуже популярні як серед австралійських, так і серед іноземних туристів. Через свою характерну поведінку та вигляд, ця тварина є персонажем численних документальних фільмів та дитячих книжок. Останній документальний фільм, «Жахи Тасманії» (Terrors of Tasmania), було знято в 2005 році. В ньому розповідається про долю самки диявола протягом шлюбного періоду та періоду доглядання за потомством. Також у фільмі розповідається про DFTD та заходи, що приймаються для збереження виду. Цей фільм було показано як на австралійському телебаченні, так і на американському, на каналі National Geographic.
Тасманійський диявол також широко відомий за межами Австралії завдяки персонажу мультфільму Looney Tunes на ім'я Тасманійський диявол або Таз (Taz). Хоча деякі зовнішні риси мультиплікаційного диявола нагадують справжнього (зокрема ікли, велика голова, короткі ноги), схожі риси поведінки обмежені його галасливістю, ненажерливістю та скромністю. Тасманійським дияволом генетики також назвали мишу-мутанта, що характеризується порушенням розвитку чутливих клітин вуха. Це приводить до порушень поведінки мутанта, зокрема підкидання голови та бігу кругами, що більше нагадує персонажа мультфільму, ніж справжнього тасманійського диявола.
Також для релізу ядра операційної системи Linux 2.6.29, в рамках кампанії збереження популяції дияволів, Лінус Торвальдс тимчасово замінив символ системи, пінгвіна на ім'я Такс (Tux), тасманійським дияволом на ім'я Таз (Tuz).